# Independence (Ohio)
Independence ist eine City im Cuyahoga County des US-Bundesstaates Ohio. Independence ist eine Vorstadt von Cleveland und ist Teil des Großraums Cleveland. Das U.S. Census Bureau ermittelte bei der Volkszählung 2020 eine Einwohnerzahl von 7584.

## Geschichte
Independence hieß ursprünglich Center und wurde unter diesem Namen im Jahr 1830 angelegt.

## Demografie
Nach einer Schätzung von 2019 leben in Independence 7175 Menschen. Die Bevölkerung teilt sich im selben Jahr auf in 95,7 % Weiße, 1,9 % Asiaten und 2,0 % mit zwei oder mehr Ethnizitäten. Hispanics oder Latinos aller Ethnien machten 2,6 % der Bevölkerung aus. Das mittlere Haushaltseinkommen lag bei 106.413 US-Dollar und die Armutsquote bei 1,7 %.
| Jahr | Einwohner¹ |
| ---- | ---------- |
| 1950 | 3105       |
| 1960 | 6568       |
| 1970 | 7034       |
| 1980 | 6607       |
| 1990 | 6500       |
| 2000 | 7109       |
| 2010 | 7133       |
| 2020 | 7584       |

¹ 1950 – 2020: Volkszählungsergebnisse

## Bildung
In Independence befindet sich die Kent State University College of Podiatric Medicine, sie ist eine podiatrische medizinische Universität der Kent State University (KSU).